# 서수오미주

서수오미 주의 문장

서수오미 주의 위치

서수오미주(핀란드어: Länsi-Suomen lääni, 스웨덴어: Västra Finlands län)는 1997년부터 2010년까지 핀란드에 존재했던 주이다. 주도는 투르쿠이며 면적은 74,185km2, 인구는 1,839,581명(2002년 기준), 인구 밀도는 25명/km2이었다. 오울루 주와 동수오미 주, 남수오미 주와 인접해 있었으며 보트니아만을 경계로 올란드 제도와 접하고 있었다.
1997년 9월 1일 행정 구역 개편 당시에 투르쿠 포리 주, 바사 주, 중앙수오미 주, 해메 주 북부를 합병하여 신설되었으며 2010년 1월 1일 행정 구역 개편으로 인해 폐지되었다.

## 지역
서수오미 주는 다음과 같이 7개 지역으로 나뉘었다.
- 남포흐얀마 지역 (Etelä-Pohjanmaan maakunta)
- 포흐얀마 지역 (Pohjanmaan maakunta)
- 피르칸마 지역 (Pirkanmaan maakunta)
- 사타쿤타 지역 (Satakunnan maakunta)
- 중앙포흐얀마 지역 (Keski-Pohjanmaan maakunta)
- 중앙수오미 지역 (Keski-Suomen maakunta)
- 남서수오미 지역 (Varsinais-Suomen maakunta)